# Private Line
Private Line is een Finse rockband uit Helsinki.

## Geschiedenis
De band werd gevormd in 1996 door Sammy Aaltonen, Eliaz en Jari, die toen nog allemaal in Jyväskylä woonden. Ze kwamen al snel tot de conclusie dat ze niet alleen hun muzieksmaak gemeen hadden, maar ook een algehele interesse in alles wat met rock-'n-roll te maken had. Private Line won een wedstrijd voor beginnende bandjes en gebruikte het prijzengeld om hun eerste ep op te nemen in 1998.
Nadat de ep opgenomen was startte de band een korte tour en werd er van bandleden gewisseld. In 1999 bestond de band uit Sammy, Eliaz, Jari, Spit en Ilari en werd er nog een promo cd opgenomen waarop vijf nummers stonden. Hierna besloot Jari om de band te verlaten en verhuisde Sammy naar Helsinki, al snel gevolgd door de rest van de band.
Begin 2002 kwam Jack de band versterken en na veel repeteren bracht Private Line een nieuwe mini cd (Six Songs of Hellcity Trendkill) uit. Deze werd uitermate goed ontvangen in Finland en al snel volgde een tour van 40 optredens in Finland. 
Het debuutalbum '21st Century Pirates' werd uitgebracht in 2004. De titel is te verklaren doordat de band onderdelen van hun muzikale voorgangers nam en in een modern jasje stak. De eerste single van het album, 'Forever and a Day', kwam gelijk op de 3e plaats binnen in de Finse hitlijsten. De 2e single van het album, '1-800-Out-of-Nowhere', kwam op de 4e plaats, en de derde single, 'Already Dead', haalde ook de top 5.
Na veel getoerd te hebben in Finland en het buitenland werd in 2006 het 2e album, 'Evel Knievel Factor', uitgebracht. Dit album werd niet alleen in Finland uitgebracht, maar tevens in Rusland, Italië, Brazilië, Chili, Argentinië en Zweden. 
Na de release van 'Evel Knievel Factor' hield Private Line zich lange tijd bezig met optreden en het schrijven van nieuwe muziek. In 2011 verscheen hun derde album 'Dead Decade'.

## Stijl
De muziek van de band valt in het genre hardrock. Ze maken gebruik van stevige ritmes en pakkende gitaarriffs. De zang is clean, en de teksten hebben soms een politieke boodschap, al is dat lang niet altijd het geval. Zo gaat het nummer Dead Decade bijvoorbeeld over milieuvervuiling en heeft Greenpeace een deel van de beelden verschaft voor de videoclip.

### Leden
- Sammy Aaltonen (zang en gitaar, 1996 tot heden)
- Jack Smack (gitaar en achtergrondzang, 2002 tot heden)
- Ilari Heinäaho (gitaar, toetsen en achtergrondzang, 1999 tot heden)
- Spit (basgitaar, achtergrondzang, 1999 tot heden)
- Eliaz (drums en achtergrondzang, 1996 tot heden)

### Ex-leden
- Jari Huttunen (gitaar, 1996 – 2002)
- Janne Kulju (bas, 1996 – 1999)

## Discografie

### Albums
- 21st Century Pirates (2004)
- Evel Knievel Factor (2006)
- Dead Decade (2011)

### Ep's
- Smooth Motions (1998)
- Promo '99 (1999)
- Six Songs of Hellcity Trendkill (2002)

### Singles
- Forever and a Day (2004)
- 1-800-Out-of-Nowhere (2004)
- Already Dead (2004)
- Broken Promised Land (2006)
- Sound Advice (2007)
- Dead Decade (2011)
- Deathroll Casino (2012)